# Drew University
Die Drew University ist eine Privatuniversität in Madison im US-amerikanischen Bundesstaat New Jersey. 2013 war die Hochschule mit jährlichen Studiengebühren von 54.000 US-Dollar (umgerechnet etwa 39.300 Euro) die teuerste des Bundesstaates. 2020/2021 betrugen die Studiengebühren (zu denen z. B. noch Wohnungskosten um die 14.723 $ dazukamen) nur noch 40.960 $.

## Geschichte
1832 erwarb William Gibbons, Eigentümer eines Dampfboot-Betriebs, eine etwa 460.000 Quadratmeter große Fläche in Madison und nannte sie The Forest. 1867 kaufte der Bankier Daniel Drew dieses Land für 140.000 US-Dollar und spendete es der Methodistischen Kirche zur Errichtung einer Methodistischen Theologischen Hochschule. Die zuvor von Gibbons errichtete Gibbons Mansion wurde in Anlehnung an Drews Ehefrau Roxanna Mead Mead Hall genannt. Während einer Hundertjahrfeier der Methodisten überzeugte Drew verschiedene Mitglieder der Kirche, am Bau und der Entwicklung der Hochschule mitzuwirken. Den Theologen John McClintock konnte er als ersten Präsidenten der Hochschule gewinnen. Da im gleichen Jahr die ersten Studenten aufgenommen wurden, war die Theologische Hochschule die drittälteste methodistische Hochschule innerhalb der Evangelisch-methodistischen Kirche. In der Folge wurde auch der bekannte Theologe James Strong Professor an der Hochschule.

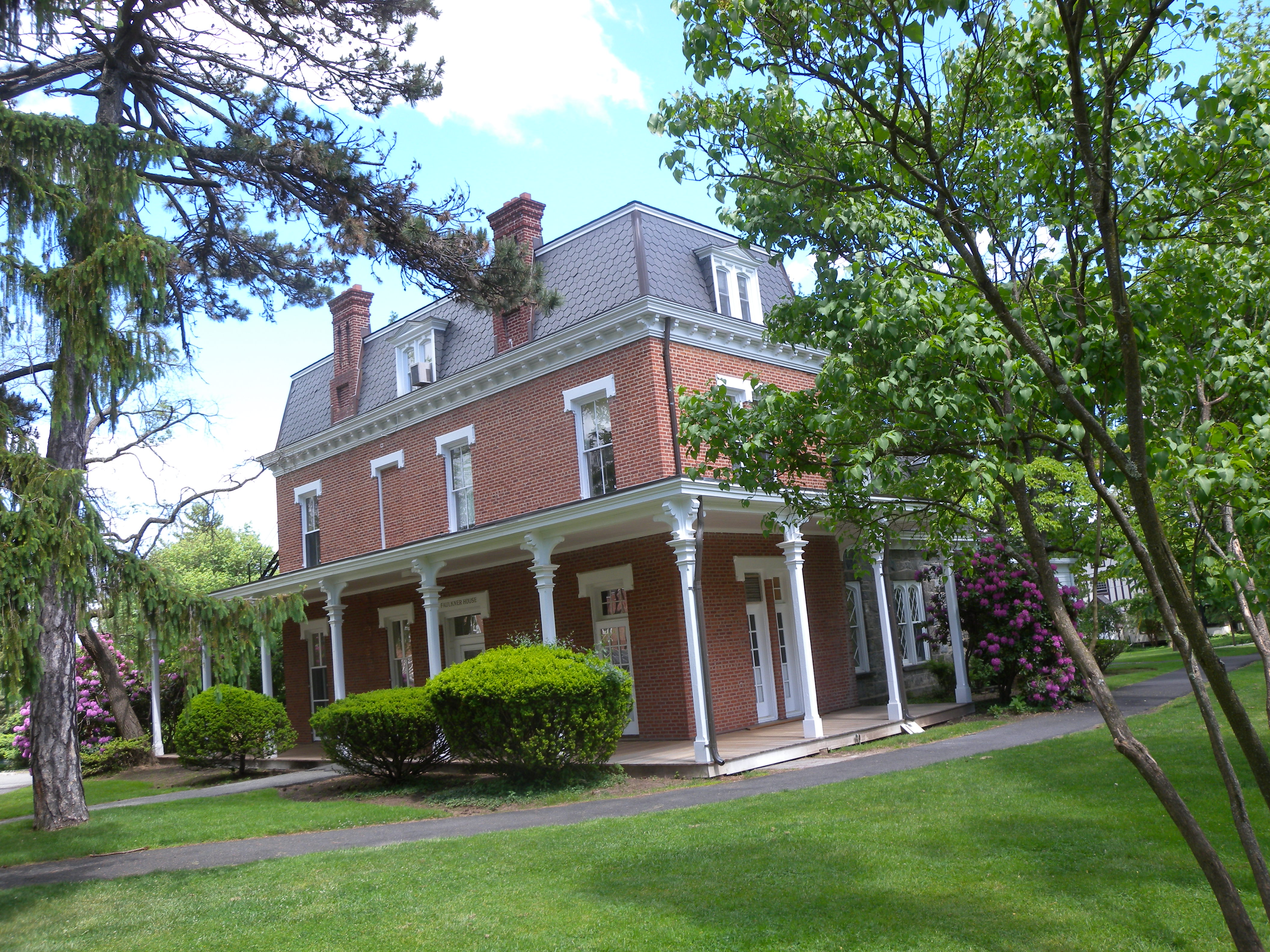
Die Mead Hall

Seit 1912 können Absolventen an der dort promovieren. Mit der Gründung des College of Missions 1920 wurden erstmals auch Kurse und Seminare für Frauen angeboten. 1928 nahm die Universität eine Spende der Brüder Arthur und Leonard Baldwin in Höhe von 1,5 Millionen Dollar an, um eine geisteswissenschaftliche Fakultät errichten zu können. Nach ihrer Errichtung wurde sie zu Ehren der Brüder Brothers College genannt. Kurz darauf nahm die Hochschule den heutigen Namen Drew University an. Ab 1942 nahm das Brothers College auch Frauen in den Kursen auf, da sich die Anzahl männlicher Studenten durch den Zweiten Weltkrieg erheblich zu dezimieren drohte. 1955 wurde die Graduiertenschule gegründet.
1984 veranlassten die Professoren Philip Jensen und Richard Detweiler die Computer Initiative, durch die jeder Studienanfänger einen eigenen Computer sowie notwendige Software erhielt. Die Drew University war die erste geisteswissenschaftliche Universität, die dies anbot. 1990 wurde der frühere Gouverneur Thomas Kean zehnter Präsident der Universität. Nach einer 5 Millionen Euro umfassenden Spende des Bankiers Finn M. W. Caspersen wurde die bisherige Graduiertenschule 1999 in Caspersen School of Graduate Studies umbenannt. Im Laufe seiner 15-jährigen Amtszeit verbesserte Kean das Profil der Universität. So verdreifachte er die finanzielle Ausstattung und errichtete neue Fakultäten der Afrikanistik, Asienwissenschaften, Russistik und Nahostwissenschaften.
Im Jahr 2015 wurde der emeritierte Biochemiker William C. Campbell, Rice Fellow an der Drew University, mit dem Nobelpreis für Physiologie oder Medizin ausgezeichnet.

## Präsidenten
- 1867–1870: John McClintock
- 1870–1873: Randolph Sinks Foster
- 1873–1880: John Fletcher Hurst
- 1880–1912: Henry Anson Buttz
- 1912–1929: Ezra Squier Tipple
- 1929–1948: Arlo Ayres Brown
- 1948–1960: Fred Garrigus Holloway
- 1961–1974: Robert Fisher Oxnam
- 1975–1988: Paul Hardin III.
- 1990–2005: Thomas Kean
- 2005–2012: Robert Weisbuch
- 2012–2014: Vivian Bull
- 2014–2020: MaryAnn Baenninger[5]
- 2020–0000: Thomas J. Schwarz (zunächst als Interimspräsident, seit 2021 als Präsident)[1]

## Studiengänge
Innerhalb des College of Liberal Arts werden 30 Studiengänge angeboten, außerhalb dessen weitere 20. Zur Unterstützung der Studierenden werden verschiedene Programme angeboten:
- Research Institute for Scientists Emeriti: Unter Aufsicht pensionierter Wissenschaftler werden ausgewählte Studierende in der Forschung angestellt.
- New York Semester on Contemporary Art: Studenten treffen sich wöchentlich zur Diskussion zeitgemäßer Themen und besuchen an zwei Tagen pro Woche Kunstmuseen in New York.
- Drew Summer Science Institute: Ein Sommerprojekt, in dem etwa 15 Studenten mit wissenschaftlichen Mentoren zusammen an Forschungsprojekten arbeiten.
- Semester on Wall Street: 20 Studenten nehmen zweimal wöchentlich an Kursen der New Yorker St. John’s University teil, es werden Gastvorlesungen von Angestellten der Banken und Finanzdienstleister der Wall Street.
- Semester on The United Nations: 20 Studierende nehmen zweimal wöchentlich an Vorlesungen im New Yorker Church Center teil und erhalten Gastvorlesungen von Angestellten des benachbarten UN-Hauptquartiers.
- London Semester: Studierende erkunden politischen und sozialen Wandel in Großbritannien.

Darüber hinaus werden neun Abschlüsse angeboten:
- Master of Arts in Teaching
- Master of Fine Arts in Poetry
- Master of Letters
- Doctor of Letters
- Certificate in Medical Humanities
- Masters of Medical Humanities
- Doctor of Medical Humanities
- Master of Arts
- Doctor of Philosophy

Zudem werden sechs theologische Abschlüsse angeboten:
- Master of Arts
- Master of Arts in Ministry
- Master of Divinity
- Master of Sacred Theology
- Doctor of Ministry
- Doctor of Philosophy

## Zahlen zu den Studierenden
Von den 2.229 Studierenden im Herbst 2020 strebten 1.636 ihren ersten Studienabschluss an, sie waren also undergraduates. Von diesen waren 58 % weiblich und 42 % männlich. 593 arbeiteten auf einen weiteren Abschluss hin, sie waren postgraduates.
2013 waren 2.369 Studierende eingeschrieben gewesen.